# Historia del constitucionalismo uruguayo
Uruguay tiene una larga y rica historia constitucional.

## El período colonial
José Artigas, héroe nacional uruguayo, gobernó la Banda Oriental o provincia Oriental (actual República Oriental del Uruguay) durante aproximadamente nueve años: desde 1811 hasta 1819. 
Desde el punto de vista documental sus ideas constitucionales están sustancialmente contenidas: en dos esbozos de proyectos de Constitución; en sus célebres Instrucciones del año XIII (5 de abril de 1813) entregadas a los delegados orientales que debían concurrir a la Asamblea General Constituyente a celebrarse en Buenos Aires, para instaurar la Constitución de las Provincias Unidas del Río de la Plata; y en el Reglamento para la distribución de tierras expedido en 1818.

## La "Preconstitución" 1825-1830
Cuando Brasil se independiza de Portugal e incorpora al territorio de la Provincia Oriental que queda sometido a la Constitución del imperio brasileño de 1824.
Los “Treinta y Tres Orientales” organizan en Buenos Aires una Cruzada para liberar esta Provincia Oriental del dominio brasileño.  
El 14 de junio de 1825 se forma un Gobierno Provisorio de seis miembros, que luego convoca a elección de una Asamblea que se integraría con un representante por “cada pueblo” de la Provincia Oriental. El 25 de agosto de 1825, esta Asamblea declara en la Florida: la independencia de esta Provincia respecto de todos quienes la habían dominado (España, luego Portugal, después Brasil); la incorporación a las “Provincias Unidas del Río de la Plata”.

## La elaboración de laConstitución de 1830

### Vigencia
La Constitución de Uruguay de 1830 estableció ideas liberales, afirmó los derechos personales y la distribución de los poderes. Fue vista como una garantía de vida civilizada, como un símbolo de orden al que todos se remitían o decían aspirar. Estuvo por encima de los caudillos y de los partidos políticos. Tuvo también aspectos negativos, que promovieron inestabilidad política e hicieron que existiera un divorcio entre el país legal y el país real. No previó la coparticipación de los partidos políticos en el poder, lo que obligó a las minorías a recurrir a la revolución. Privó de la ciudadanía a analfabetos, mujeres, esclavos, peones jornaleros, soldados de línea, deudores del Estado, ebrios, procesados con causa penal y sirvientes a sueldo, dejándolos al margen de la vida política. Excluyó a los militares del Parlamento, apartándolos de una escuela de civismo e incitándolos a la conspiración o la revuelta para llegar al poder.

## Sucesivas reformas Constituciones
Los procedimientos de reforma previstos en 1830.

### La Constitución de 1918
En el año 1918 se hace una nueva Constitución.
En 1912, la Asamblea General, aprobó un mecanismo para agilizar la reforma de la Constitución. Esta reforma fue precedida por una intensa campaña en defensa de diversos principios, como por ejemplo, la implantación del Poder Ejecutivo colegiado, la descentralización y la autonomía municipal, la laicización del Estado separándolo de la Iglesia, etc. 

#### Integración de los poderes
El Poder Ejecutivo: El cambio fundamental de esta constitución fue la organización del Poder Ejecutivo, que se estructuraba en dos órganos distintos: el presidente de la República y el Consejo Nacional de Administración.
El presidente en esta constitución es directamente elegido por el pueblo y dura cuatro años en sus funciones. Nombra y destituye a los titulares de los Ministerios del Interior, Relaciones Exteriores y Guerra, que están bajo su dependencia. 
El Consejo Nacional de Administración se integra con nueve miembros elegidos directamente por el pueblo mediante el sistema de doble voto simultáneo por lista incompleta correspondiendo 2/3 a la lista más votada y 1/3 a la del partido que lo siga en número de votos. Los Consejeros permanecen seis años en sus funciones, renovándose por tercios cada dos años: dos de la lista más votada y uno de la que le siga en número de votos. 
Al Poder Ejecutivo le corresponde lo relativo a la Instrucción Pública, Obras Públicas, Trabajo, Industrias, Hacienda, Asistencia e Higiene y prepara el presupuesto general de la nación. 
En lo político, fue un régimen de coparticipación de mayoría y minoría en el gobierno. 
El Poder Legislativo: Está integrado por las Cámaras. La Cámara de Representantes está integrada con ciudadanos elegidos directamente por el pueblo, quienes permanecen tres años en sus funciones. Los Senadores son elegidos por voto indirecto, uno por cada departamento, permaneciendo seis años en sus funciones y renovándose por tercios cada dos años. 
Las Cámaras se encargan de analizar y aprobar o rechazar proyectos de ley. Reunidas en la Asamblea General designan a los miembros de la Alta Corte de Justicia y resuelven los conflictos de jurisdicción entre el presidente de la República y el Consejo Nacional de Administración.
El Poder Judicial: Está integrado por una Alta Corte de Justicia, Tribunales de Apelaciones y Juzgados de Instancia. La Alta Corte de Justicia ejerce la superintendencia directiva correccional, consultiva y económica sobre todos los Tribunales y Juzgados de la nación.

#### Otros órganos del Estado
Se observa una tendencia a la descentralización en materia de servicios públicos, se constitucionalizan los entes autónomos, que ya existían en parte y se otorga una amplia autonomía a los Gobiernos Municipales, los cuales, como en todas las Constituciones, se organizan a semejanza del Gobierno Central. 
Gobierno departamental: Está integrado con dos órganos: el Concejo de Administración y la Asamblea Representativa. El Consejo de Administración es órgano ejecutivo, dura tres años en funciones y lo integran entre tres y siete miembros elegidos directamente por el pueblo. En 1919 se estableció que la Asamblea Representativa tendría un miembro por cada 1000 habitantes, rigiendo la representación proporcional. Estos gobiernos atienden los asuntos departamentales y crean impuestos. 
Entes del Estado: Eran administrados por Consejos Autónomos designados por el Consejo Nacional de Administración los Servicios que constituyen el dominio industrial, comercial, bancario, educacional y médico del Estado. 

#### Derechos Individuales
Se consagraron las garantías al sufragio: 
- inscripción en el registro cívico obligatoria
- prohibición a los funcionarios policiales y militares de toda actividad política salvo el voto
- voto secreto
- representación proporcional integral.

Son ciudadanos naturales, los hombres nacidos en cualquier lugar de la República, y legales los extranjeros casados con profesión u oficio y tres años de residencia (solteros, cuatro años). El sufragio es universal masculino para los mayores de 18 años . 

#### Reforma constitucional
Las reformas podían ser iniciadas por cualquiera de las Cámaras. Debían aprobarse por 2/3 de miembros de cada Cámara en una primera legislatura y ser ratificadas por la misma mayoría en la legislatura siguiente.  

#### Análisis crítico de la constitución
Su principal particularidad fue la composición del Poder Ejecutivo con dos órganos: la Presidencia de la República y el Consejo Nacional de Administración. Esto fue el resultado de la transacción de fuerzas políticas equivalentes: el Batllismo (colegialista) y la oposición (presidencialista). 
Esta organización traía serios peligros porque solo la Presidencia de la República tenía la fuerza pública a su disposición y un desacuerdo grave con el Consejo Nacional de Administración podía llevar al Presidente a usar esta organización en su favor, arrasando la Constitución. Fue lo que ocurrió el 31 de marzo de 1933, el Golpe de Estado de Gabriel Terra. 
La coparticipación de los partidos tradicionales en el gobierno tuvo lugar en el Consejo Nacional de Administración, y así se abandonó el recurso a las armas para disputar la conquista al gobierno. 
Incluyó cambios importantes como el voto secreto, la representación proporcional, la separación del Estado de la Iglesia, la abolición de la pena de muerte.

### La Constitución de 1934
Entre sus principales características, merecen destacarse
- la supresión del Consejo Nacional de Administración, y el retorno al Poder Ejecutivo unipersonal
- la Prohibición de la Usura
- aumento del Estado sobre la economía con nuevos apartados y artículos para los Entes Autónomos y Servicios Descentralizados, el Contralor del Estado sobre capitales trustificados y Oligopolios
- el Derecho a la huelga
- el Derecho a la vivienda
- el Derecho al trabajo
- el Derecho a la salud
- el Derecho al alimento
- el Derecho de la Protección a la Infancia y la familia
- la Igualdad entre ambos sexos
- el voto femenino
- el Senado "de 15 y 15", ideado para darle automáticamente la mitad de los senadores a cada uno de los dos sectores políticos más votados; esta disposición cerraba la puerta a la posibilidad de que otros sectores tuviesen representación parlamentaria en la Cámara Alta
- se crea el cargo de Vicepresidente de la República

También se le da particular relevancia a los Entes Autónomos y Servicios Descentralizados, a los que dedica ya una sección (como será el caso también en las posteriores Constituciones).

### La Constitución de 1942
La modificación más importante fue suprimir el "Senado de 15 y 15" de la anterior Constitución; se implantó un sistema de representación proporcional por partido para la Cámara Alta.
En materia de derechos individuales, se establece que los preceptos de la Constitución que reconocen derechos a los individuos, así como los que atribuyen facultades e imponen deberes a las autoridades públicas, no dejarán de aplicarse por falta de reglamentación respectiva, sino que ésta será suplida, recurriendo a los fundamentos de las leyes análogas, a los principios generales de derecho y a las doctrinas generalmente admitidas.

### La Constitución de 1952
Nuevamente se consagra el colegialismo en la Constitución. Esta vez, sin embargo, el poder ejecutivo pasó a ser totalmente colectivo, no existiendo en absoluto la figura del Presidente de la República. El Consejo Nacional de Gobierno se integró con nueve miembros, y era presidido de manera anualmente rotativa por uno de ellos, que era denominado Presidente del Consejo Nacional de Gobierno.
Esta formación gubernamental resultó inadecuada, con un funcionamiento lento y pesado. No pocas veces, las decisiones en el seno del Consejo se estancaban por falta de mayoría para votar, o inclusive llegó a suceder que la postura del Presidente del Consejo quedaba en minoría.

### La Constitución de 1967
El cambio más relevante es que restauró el Ejecutivo unipersonal, y además la figura del Vicepresidente de la República.
Introduce el procedimiento de "ley de urgente consideración", prerrogativa del Presidente de la República. 
El contexto en el cual entra en vigencia esta Constitución, es un país cada vez más convulsionado, con el marco de la Guerra Fría. Pronto la aplicación de las medidas prontas de seguridad pasaría a ser excesivo, haciendo que esta Constitución fuese poco más que una formalidad.

### El Golpe de Estado de 1973
Una vez disueltas las cámaras por Juan María Bordaberry, tiempo después se instala el Consejo de Estado, una mera "asamblea de notables" destinada a asesorar a la dictadura y aprobar las leyes impuestas por ésta. Al mismo tiempo, la gravitación de los militares en el poder se hacía manifiesta; el "proceso cívico-militar", era en realidad una dictadura militar con civiles que colaboraban con la misma.
En noviembre de 1980, se celebró un plebiscito constitucional, por el cual los militares pretendían perpetuarse en el poder. Fue claramente rechazado por el 60% de los votantes. Así, se abrió un tiempo de lenta y trabajosa reapertura política, en el cual los militares afanosamente buscaban la fórmula para legitimarse y perpetuarse; el Pacto del Club Naval, finalmente, pareció marcar un camino de salida, aunque las proscripciones políticas continuaban. 
Este tiempo culminó con la celebración de elecciones en 1984. Se pretendió realizar otro plebiscito constitucional, que finalmente nunca se concretó.

### Retorno a la institucionalidad
Cuando retorna la democracia en 1985, una de las primeras leyes aprobadas por el Parlamento democrático fue la ley de validez de los actos del gobierno de facto, para paliar la carencia de legitimidad de muchas disposiciones.
Pero el retorno al marco constitucional no fue nada sencillo: como consecuencia del pacto del Club Naval de 1984, el Parlamento terminó aprobando la Ley de Caducidad de la Pretensión Punitiva del Estado, que en la práctica consagraba la impunidad a las violaciones de los derechos humanos durante la dictadura. Muy discutida y criticada, esta ley fue confirmada por la ciudadanía en un plebiscito en 1989. Recién en este siglo se comenzó a aplicar tímidamente el artículo de esta ley que permitía realizar investigaciones sobre violaciones a derechos humanos.
Por lo demás, el interés del sistema político y de la ciudadanía toda por la institucionalidad fue manifiesto. A tal punto, que se celebraron varios plebiscitos: reforma jubilatoria de 1989, derogación de la ley de empresas públicas en 1992, plebiscito del agua en 2004, etc.

### La Constitución de 1997
En 1997 se celebró un plebiscito, de ajustada definición, que consagró una importante reforma en el calendario electoral: la implementación de elecciones primarias e internas, el balotaje y la separación en el tiempo de las elecciones municipales.

## Especulaciones
Desde el año 2010 se insiste con ideas para reformar nuevamente la Constitución, abreviando el ciclo electoral.